# Taraxacum torvum
Taraxacum torvum — вид трав'янистих рослин родини Айстрові (Asteraceae), ендемік Ян-Маєну. Усі Taraxaca на Ян-Маєні належать секції Spectabilia.

## Опис
Плоди жовті або сірі, 5.1 мм, дзьоб 11 мм. Листя цілісне. Рослина велика і груба, ≈ 50 см заввишки, в основному відома своїми довгими, цільними, прямостійними листками, майже чорнувато-зеленими квітковими головами, і лляними сім'янками з коротким конічним вістрям.

## Поширення
Ендемік Ян-Маєну, рідкісний вид.